# Il Balletto di Bronzo
Il Balletto di Bronzo ist eine italienische Progressive-Rock-Band, die Ende der 1960er Jahre in Neapel gegründet wurde.

## Bandgeschichte
Die Band nannte sich zunächst Battitori Selvaggi und spielte Beatmusik. Nach der Umbenennung in Il Balletto di Bronzo erschien 1970 ihr Debütalbum Sirio 2222, auf dem psychedelischer Hard Rock zu hören war. Danach fanden Besetzungswechsel statt, die Gründungsmitglieder Cecione und Cupaiuolo wurden durch Gianni Leone und Vito Manzari ersetzt. Da mit Leone nun ein Keyboarder in der Band war, änderte sich ihr Stil. Das zweite Album Ys erschien 1972, war dem Progressive Rock zuzurechnen und gilt heute als Klassiker des Genres. Anfang der 1970er Jahre bescherte es der Band jedoch keinen Erfolg; sie löste sich 1973 auf.
Bandleader Leone war in der Folge 20 Jahre unter dem Pseudonym Leo Nero als Solokünstler aktiv. In den 1990ern erschienen eine Kompilation mit unveröffentlichten Stücken und eine EP mit englischsprachigen Versionen zweier Stücke von Ys. Nachdem Leone 1995 mit der Band Divae zusammengearbeitet hatte, formierte er mit deren Bassist Romolo Amici und Schlagzeuger Ugo Vantini Il Balletto di Bronzo neu. In dieser Besetzung wurde 1996 ein Livealbum aufgenommen, das 1999 erschien. Mit Bassist Marco Capozi und Schlagzeuger Adolfo Ramundo erschien 2008 eine Live-DVD. Zwei weitere Live-Aufnahmen erschienen 2011 und 2018. Alessandro Corsi übernahm auf ersterer den Bass und wurde auf zweiterer durch Ivano Salvatori ersetzt. Riccardo Spilli war jeweils Schlagzeuger. Im Jahr 2023 erschien mit Lemures ein neues Studioalbum.

## Diskografie
- 1970: Sirio 2222
- 1972: Ys
- 1990: Il Rei del Castello (Kompilation)
- 1992: Ys (englischsprachige EP)
- 1999: Trys (Livealbum)
- 2008: Live in Rome (DVD)
- 2011: On the Road to Ys (…and Beyond) (Kompilation)
- 2018: The Official Bootleg
- 2023: Lemures